# 平光盛
平 光盛（たいら の みつもり、承安2年（1172年）- 寛喜元年7月20日（1229年8月10日））は、鎌倉時代前期の公卿。権大納言・平頼盛の三男。官位は従二位・非参議。八条二位を号す。

## 経歴
母は八条院に仕えた女房（大納言局）で、安元2年（1176年）八条院の御給によって叙爵。治承2年（1178年）にも八条院の御給により従五位上に昇叙されている。治承3年（1179年）侍従に任官し、養和元年（1181年）正五位下に叙された。
寿永2年（1183年）の平家一門の都落ちに伴って解官される。しかし、父・頼盛と共に都落ちに加わらなかった光盛は源頼朝の庇護もあり、翌元暦元年（1184年）6月に還任され、同年12月には父・頼盛が権大納言を辞する代わりに、光盛は右近衛少将に任じられた。その後は文治元年（1185年）従四位下、文治4年（1188年）従四位上、建久2年（1191年）正四位下と順調に昇進を果たすが、この間の建久5年（1194年）少将を辞している。
元久2年（1205年）従三位に叙されて公卿に列すが、少将を辞して以降官職を帯びず散位であった。その後、建暦元年（1211年）正三位に叙せられ、貞応元年（1222年）従二位に至る。
祖母である池禅尼が平治の乱の時に若き日の源頼朝を救った縁から、平家滅亡後も鎌倉幕府との関係が深く、建保7年（1219年）1月27日に鎌倉の鶴岡八幡宮で行われた源実朝の任右大臣の拝賀に京都から参列し、そこで実朝の暗殺事件を目撃することになった。
寛喜元年（1229年）正月に妻の死を悲しんで出家をするが、間もなく病に倒れて6月には7人の娘のために処分状を作成している。同年7月20日薨去。享年58。

## 官歴
『公卿補任』による。
- 安元2年（1176年） 正月30日：叙爵（八条院安元元年御給）
- 治承2年（1178年） 正月28日：従五位上（八条院御給）
- 治承3年（1179年） 正月19日：侍従
- 養和元年（1181年） 4月10日：正五位下（自権中納言平朝臣八条第行幸閑院賞）
- 寿永2年（1183年） 正月22日：兼讃岐介。8月7日：辞官（平家都落ち）
- 元暦元年（1184年） 6月5日：還任。12月20日：右近衛少将（父辞大納言）
- 文治元年（1185年） 正月6日：従四位下、少将如元。正月20日：兼美作権介。6月29日：兼備前守
- 文治2年（1186年） 6月2日：服解（父）
- 文治3年（1187年） 正月23日：復任。12月4日：止守
- 文治4年（1188年） 正月24日：従四位上（八条院御給）
- 建久2年（1191年） 正月5日：正四位下
- 建久4年（1193年） 8月：除籍
- 建久5年（1194年） 正月30日：辞少将
- 元久2年（1205年） 正月29日：従三位
- 建暦元年（1211年） 正月5日：正三位
- 貞応元年（1222年） 正月6日：従二位
- 寛喜元年（1229年） 正月19日：出家。7月20日：薨去

## 系譜
- 父：平頼盛
- 母：八条院大納言局（法印寛雅の娘）[2]
- 生母不詳の子女
  - 男子：教性[3]
  - 女子：松殿基嗣正室
  - 女子：久我通忠室
  - 女子：藤原実重室